# Willem Outgertsz Akersloot
Willem Outgertsz. Akersloot (ou Guilhelmus Outgerts Akersloot ; Haarlem, entre 1590 et 1610 - La Haye, entre 1651 et 1671) est un graveur néerlandais.

## Biographie
Willem Akersloot est né à Haarlem entre 1590 et 1610. C'est le fils de Outgert Ariss Akersloot, orfèvre et membre de la garde civile de Haarlem.
Il a été actif à Paris en 1620, où il a notamment réalisé le portrait gravé de son père (voir ci-bas).
On le sait à nouveau actif en 1624 à Haarlem, où il est l'élève de Jan van de Velde, de qui il a gravé un portrait, mais on ne sait si c'est avant ou après son séjour à Paris.
Il est connu pour ses illustrations de paysages gravés d'après d'autres artistes tels que Pieter de Molijn, Pieter Saenredam (notamment la grande gravure représentant le siège de Haarlem, voir ci-bas) and Adriaen van de Venne. Il signe ses œuvres du monogramme « A » dans un double carré, ou avec « Akersloot F »,. En 1624, il grave L'arrestation du Christ ; il participe en 1628 à l'illustration de l'ouvrage de Samuel Ampzing, Beschrijvinge ende lof der stad Haerlem in Holland (voir ci-bas), et grave notamment les portraits de Frédéric-Henri d'Orange-Nassau et d'Amélie de Solms-Braunfels.
Deux ans après que sa femme le quitte en 1632, Akersloot part s'installer à La Haye, et y meurt entre 1651 et 1671,.

Œuvres de Willem Outgertsz Akersloot
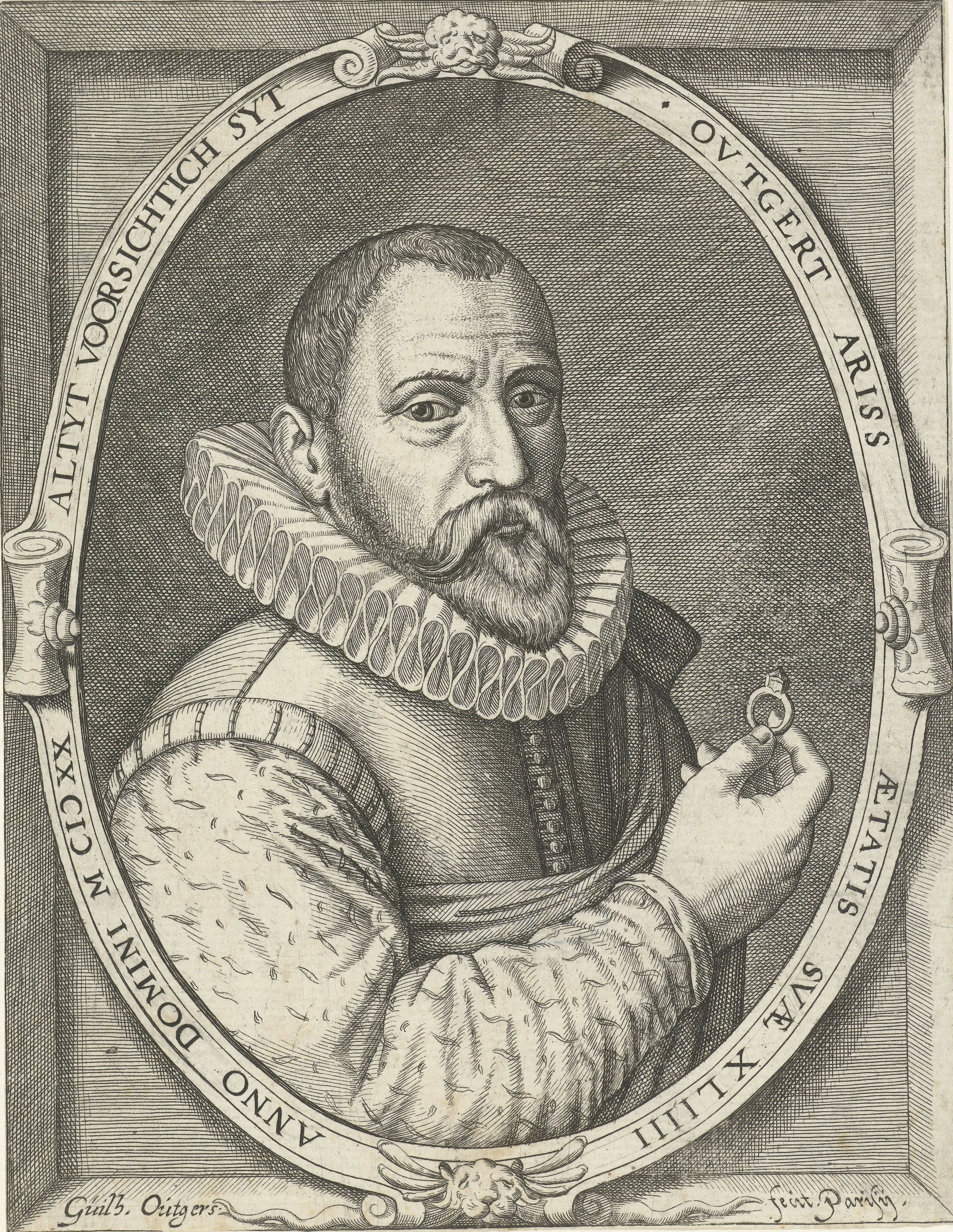
Portrait de son père Outgert Ariss Akersloot (1620)
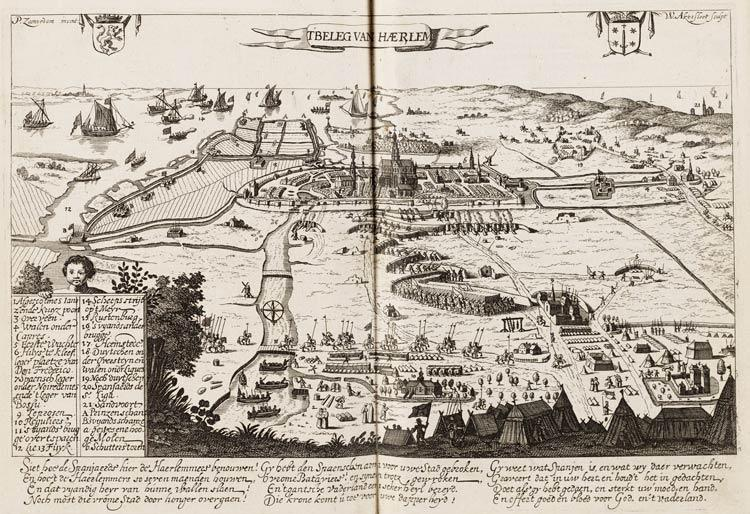
Le Siège de Haarlem, d'après Pieter Jansz Saenredam (eau-forte, ca. 1626-1628)
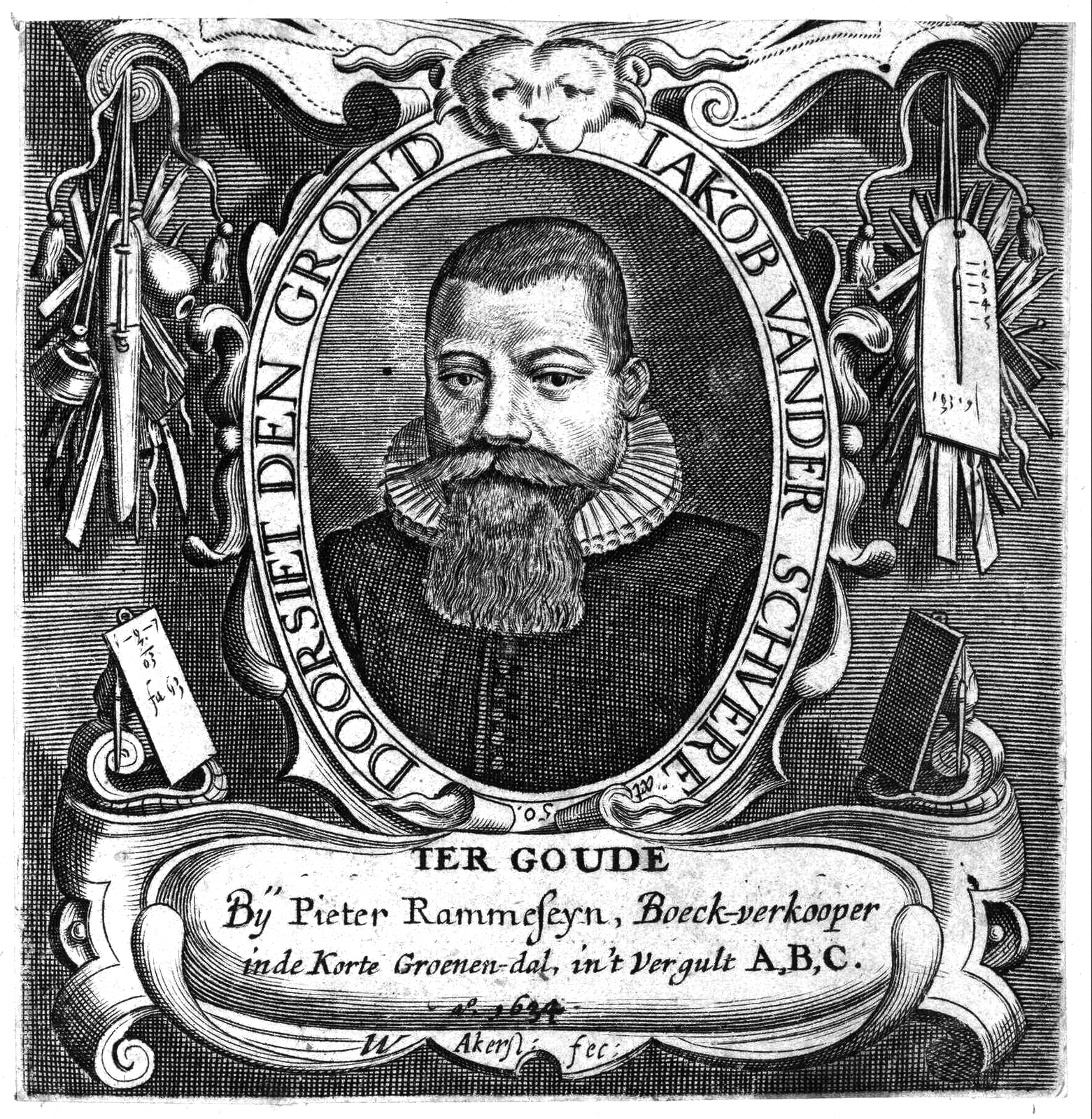
Portrait de Jacob van der Schuere (ca. 1625-1634)
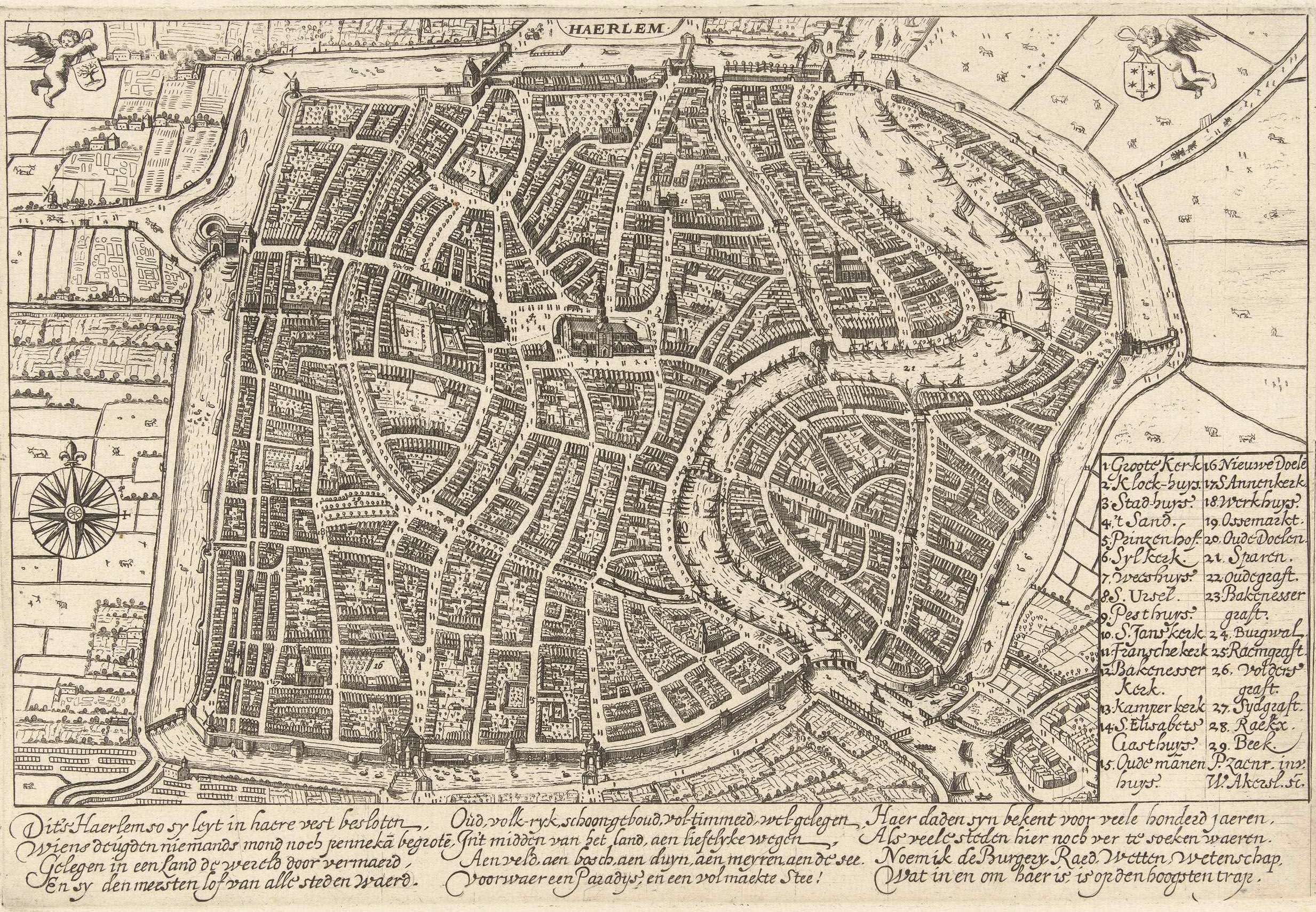
Carte de Haarlem parue dans l'ouvrage de Samuel Ampzing, Beschrijvinge ende lof der stad Haerlem in Holland (1628)